# Астраханка (Приморский край)
Астраханка — село в Ханкайском районе Приморского края России. Входит в Камень-Рыболовское сельское поселение.

## География
Село расположено на берегу озера Ханка. Фактически слилось с селом Камень-Рыболов.

## История

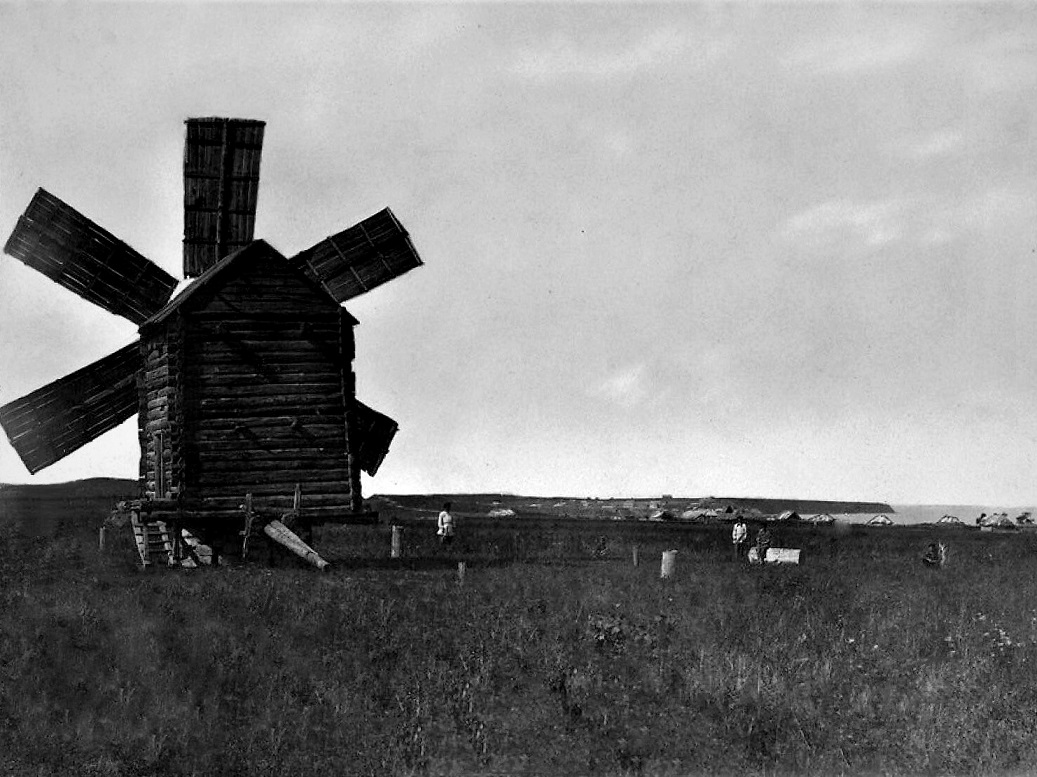
Астраханка. 1870-е годы. Фотография В. В. Ланина

Одно из крупнейших сёл района, основано переселенцами из Астраханской, Тамбовской, Воронежской и других губерний. Уже в 1866 году в Астраханке насчитывалось 30 дворов и 205 жителей, а в 1910 году количество жителей увеличилось до 1528 человек.
В начале 1930-х годов в Астраханке организовывались артели, затем крестьяне объединились в два колхоза: «Красный рыбак» и колхоз «имени 87-го кавалерийского полка». В 1946 году они объединились в один — колхоз «Имени Ильича». На полях колхозники выращивали ячмень, пшеницу, овёс, рис и другие культуры. С 1948 года колхоз «Имени Ильича» стал колхозом-миллионером.
В 1960 году колхоз «Имени Ильича» был реорганизован в совхоз «Астраханский». Хозяйство росло из года в год.
В 1986 году начато строительство Дома культуры и через 2 года он был сдан в эксплуатацию. Сейчас это здание принадлежит частному предпринимателю. Здесь открыт дискоклуб, бар, магазин.

## Население
| 1868  | 1879  | 1891  | 1910  | 1915  | 1926  | 2002  |
| ----- | ----- | ----- | ----- | ----- | ----- | ----- |
| 205   | ↗376  | ↘257  | ↗1528 | ↗1655 | ↗1782 | ↗2878 |
| 2005  | 2010  | 2021  |       |       |       |       |
| ↘2639 | ↘2530 | ↘1980 |       |       |       |       |

## Известные уроженцы, жители
- Ерышев, Василий Николаевич — Герой Советского Союза
- Строкач Тимофей Амвросиевич — генерал-лейтенант, начальник Украинского штаба партизанского движения в 1942—1945 годах

## Инфраструктура
- На территории Астраханки находится метеостанция[10].
- Детский туберкулёзный санаторий «Приханкайский»
- В советское время работал рыбокомбинат (ныне не существует)

## Транспорт
Автомобильный и железнодорожный транспорт. В пешей доступности железнодорожная станция Камень-Рыболов.